# Nobuyuki Kojima
Nobuyuki Kojima (Gunma, 17. siječnja 1967.) umirovljeni je japanski nogometni vratar i reprezentativac.

## Klupska karijera
Igrao je za: Bellmare Hiratsuka, Avispa Fukuoka i Thespa Kusatsu.

## Reprezentativna karijera
Za japansku reprezentaciju igrao je od 1995. do 1996. godine. Odigrao je 4 utakmice.
S japanskom reprezentacijom Nobuyuki Kojima igrao je na jednom svjetskom prvenstvu (1998.).

## Statistika
| Japan  | Japan | Japan |
| Godina | Nas.  | Gol.  |
| ------ | ----- | ----- |
| 1995.  | 3     | 0     |
| 1996.  | 1     | 0     |
| Ukupno | 4     | 0     |

## Vanjske poveznice
- National Football Teams
- Japan National Football Team Database